# 보르프 SBB역
보르프 SBB역(독일어: Bahnhof Worb SBB)은 스위스 베른주의 보르프 지자체에 있는 기차역이다. 스위스 연방 철도의 표준궤인 베른-루체른선의 중간 정류장이다. 역은 도심의 보르프 도르프역에서 남쪽으로 약 1.8km 떨어진 보르프 외부에 있다.

## 운행편
다음 서비스는 보르프 SBB에서 정차한다.
- 베른 S-반 S2 : 플라마트와 랑나우 사이를 30분 간격으로 운행한다.